# Luther (pièce de théâtre)
Pour les articles homonymes, voir Luther (homonymie).

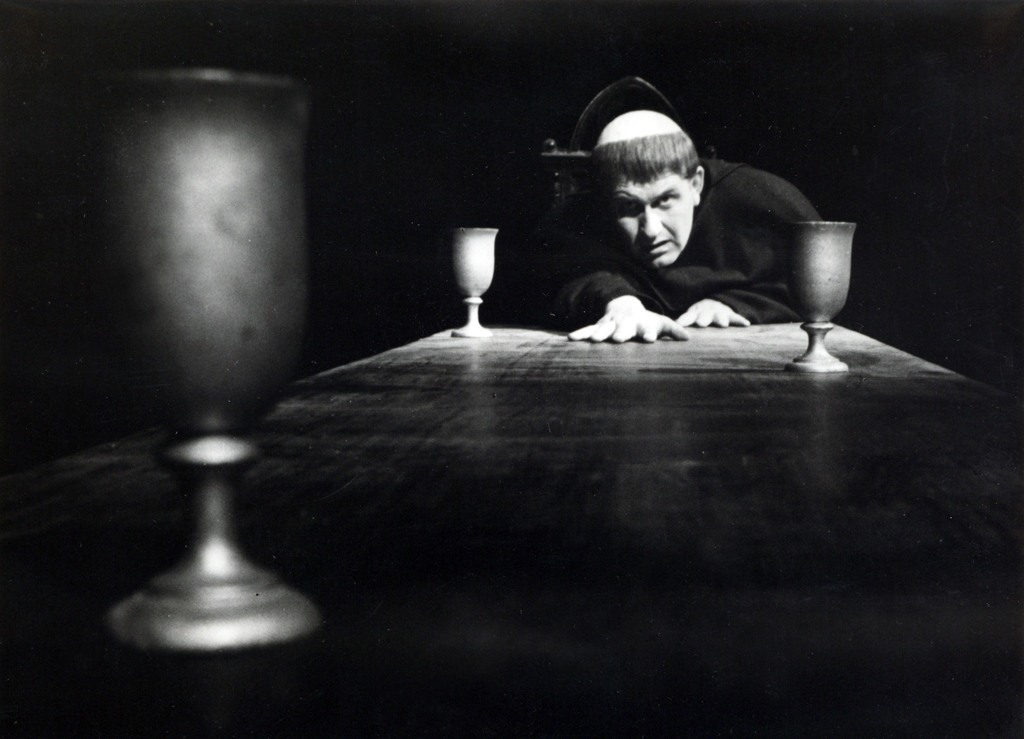
Jurij Souček dans une représentation au Théâtre national slovène de Ljubljana en 1962.

Luther est une pièce de théâtre de John Osborne créée en 1961 au Théâtre royal de Nottingham. 

## Argument
Une évocation de la vie de Martin Luther, initiateur du protestantisme.

## Reprises et adaptations
- 1964-1965 : Adaptation de Pol Quentin, mise en scène de Georges Wilson, avec Pierre Vaneck dans le rôle-titre, au Théâtre national populaire et Festival d'Avignon[1].

## Distinctions
- Tony Awards 1964[2]
  - Tony Award de la meilleure pièce
  - Nommé pour le Tony Award du meilleur acteur dans une pièce pour Albert Finney